# Albani (bryggeri)

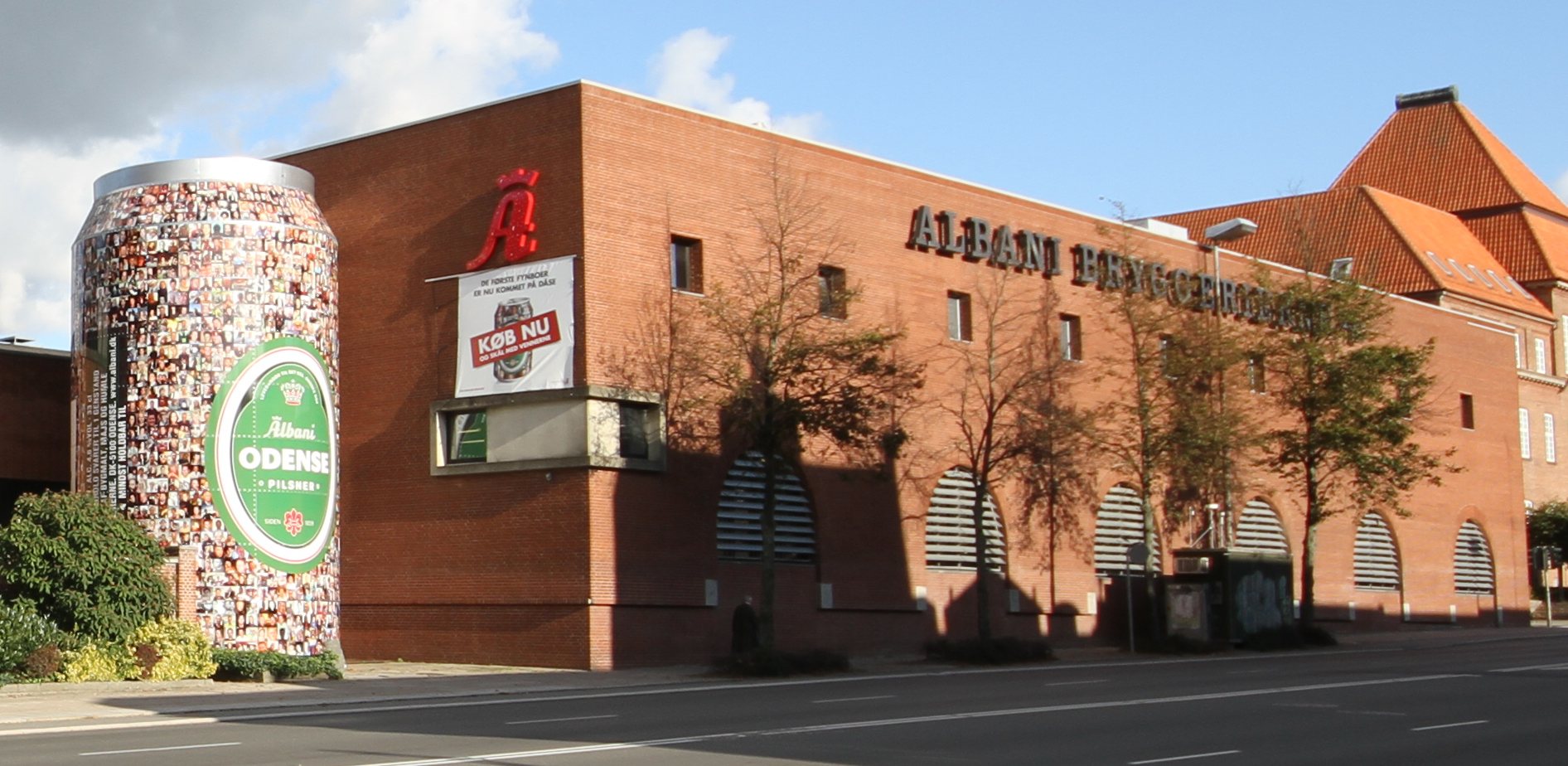
Albanis fasad mot Albanigade i Odense.

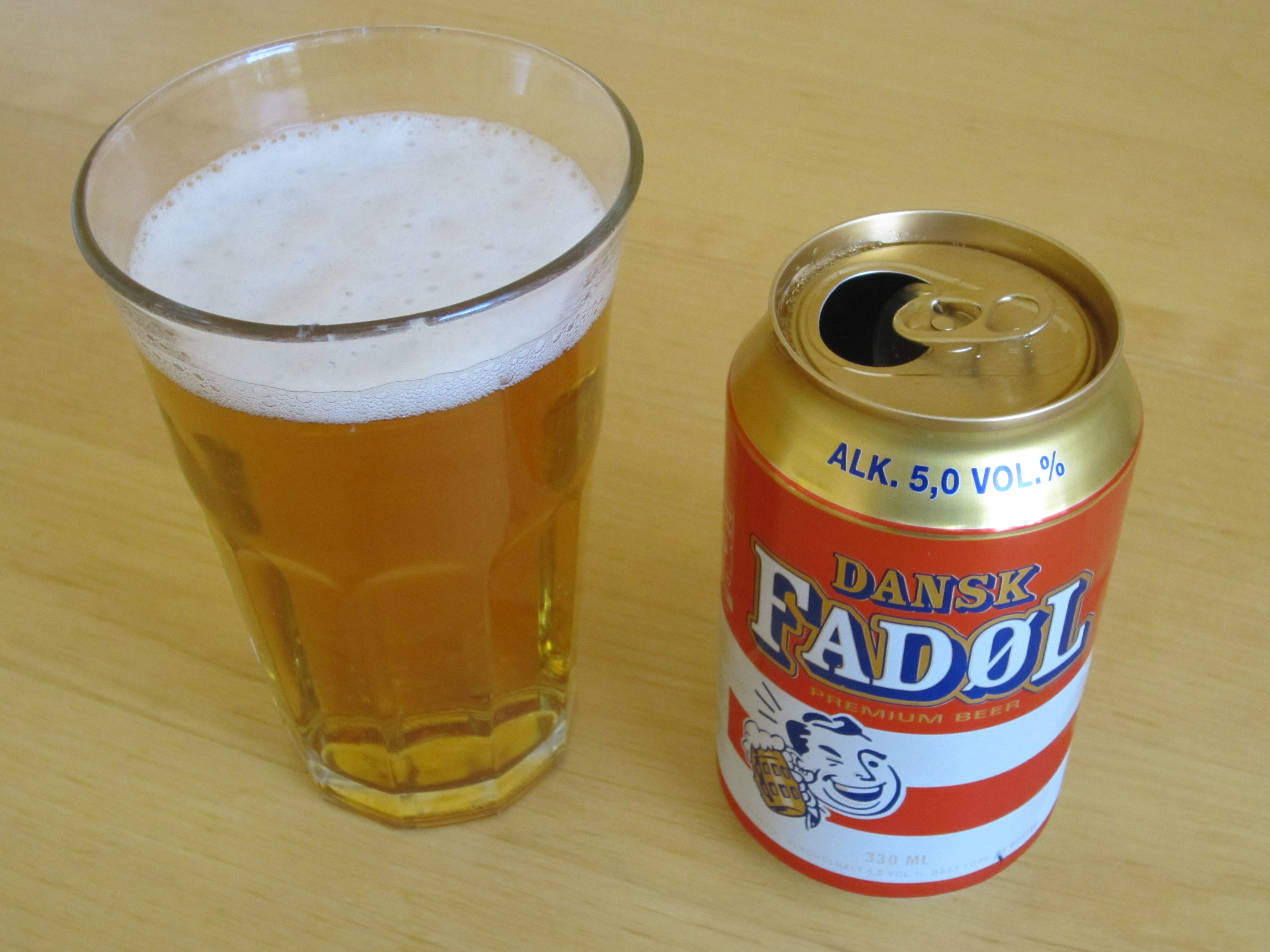
Dansk Fadøl

Albani Bryggerierne A/S är ett bryggeri i Odense på Fyn i Danmark. Bryggeriet grundades 1859 och ingår sedan 2000 i bryggerikoncernen Royal Unibrew, tillsammans med Faxe Bryggeri. Albanis mest kända ölsorter är Odense Pilsner och Dansk Fadøl. Dansk Fadøl licenstillverkas i Sverige av Kopparbergs Bryggeri.